# Верхневислинский водный путь
Верхневислинский водный путь (пол. Droga Wodna Górnej Wisły) — пресноводный внутренний водный путь в Польше, в верховьях Вислы, представляющий собой зарегулированное дамбами и шлюзами русло реки, начинающийся от Освенцима и заканчивающийся в Кракове. Водный путь используется для экономических, экологических, туристических и образовательных целей. Участки водного пути имеют классы от II до IV по евроклассификации.

## Устройство
Водный путь состоит из 6 ступеней, которые поддерживают 6 дамб: Дворы, Смолице, Лончаны, Костюшко, Домбы и Пшевуз. Длина водного пути составляет около 72 км с учётом спрямлений русла. Благодаря каскаду, от устья Пшемши до Пшевуза (в восточной части Кракова) по реке проходят суда грузоподъемностью до 1000 тонн.

## История
Строительство водного пути пришлось в основном на период ПНР и продолжалось с 1949 по 2003 годы. Оно было начато в связи со строительством 4 крупных угольных электростанций (Савина, Ленг, Нова Хута, Поланец) с целью перевозки для них угля с шахт в окрестностях Освенцима. Для этих целей использовать путь полностью пока не получилось, так как реализовано только 6 из запланированных 18 ступеней в каскаде, а шлюзы имеют ограниченную пропускную способность. В настоящее время водный путь рассматривается как альтернатива автотранспорту.

## Экономические показатели
Согласно отчёту WWF, поддержание водного пути обходилось в период с 2004 по 2019 год в среднем почти в 11 миллионов злотых в год. Общий объём грузовых перевозок по водному пути в 2019 году составила 4681 тысяч тонн, перевезенных на 655820 тысяч тонно-километров. Из них 1772 т.т. (38 %) пришлось на руды металлов, 685 т.т. (15 %) на кокс и коксохимические продукты, 556 т.т.(12 %) на уголь и углеводороды.